# Basilica Maria Treu
La basilica Maria Treu (in lingua tedesca Piaristenkirche Maria Treu) è una chiesa cattolica austriaca in Vienna, nell'VIII distretto, a Josefstadt, in Jodok-Fink-Platz.

## Storia e descrizione

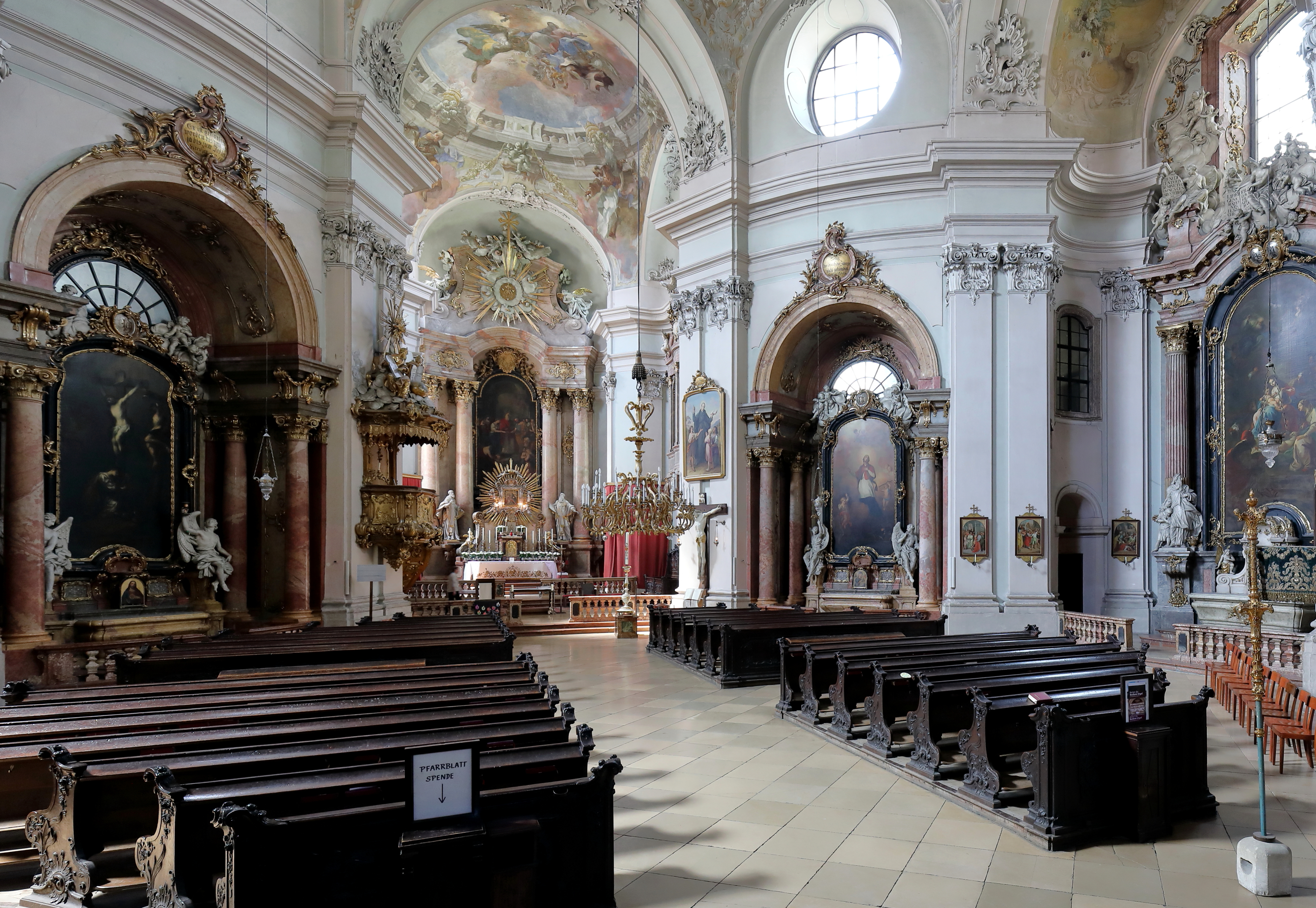
Vista dell'interno

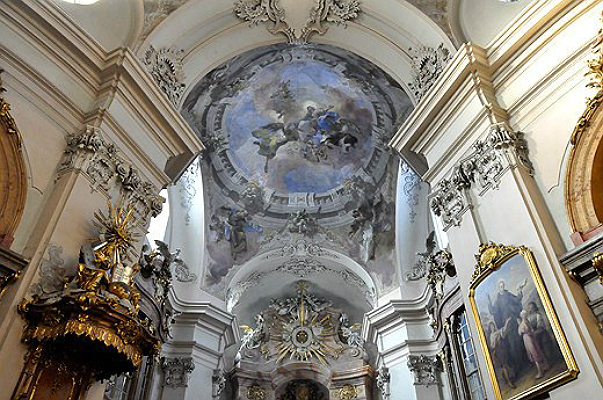
Interno con affreschi di Maulbertsch.

Il nome della chiesa deriva da un quadro miracoloso, Maria Treu, che fu dipinto dal pittore di Josefstadt, Josef Herz, in occasione della pestilenza del 1713. che fu poi posto nella cappella dell'Addolorata nella chiesa. Dal 1721 la chiesa prese il nome da questo dipinto.
La chiesa venne realizzata tra il 1698 e il 1719, presumibilmente su progetto di Lukas von Hildebrandt, come chiesa dell'Ordine degli scolopi, che gestivano in Josefstadt anche un ginnasio. Responsabili furono i mastri tagliapietre Sebastian Regondi e Joseph Winkler. Nel 1753 la costruzione fu terminata da Mathias Gerl.
All'interno della chiesa si trova un capolavoro di Franz Anton Maulbertsch: cinque affreschi sulla cupola, realizzati dall'importante pittore austriaco di tardobarocco negli anni 1752 e 1753. Al centro si trova una rappresentazione dell'Assunzione di Maria Vergine in Cielo, con intorno, come cornice, scene dell'Antico e Nuovo Testamento. Tutte le figure sono fra loro intrecciate, come in un vortice in movimento; nella composizione domina il colore di contorno. La costruzione, che ha un po' di Daniel Gran, del primo Paul Troger e più tardi del neoclassicismo in primo piano, rientra a favore del gioco delle luci e dei colori.
Verso il 1890 la chiesa subì per la prima volta un restauro. La facciata (una borrominesca serpentina) è stata il primo esempio viennese di facciata convessa secondo il modello delle chiese romane dei Santi Luca e Martina e di Santa Maria della Pace, di Pietro da Cortona.
Papa Pio XII elevò il 27 agosto 1949, con l'Esortazione apostolica Trecentesimum annum, elevò la chiesa alla dignità di basilica minore.

## Musica nella chiesa

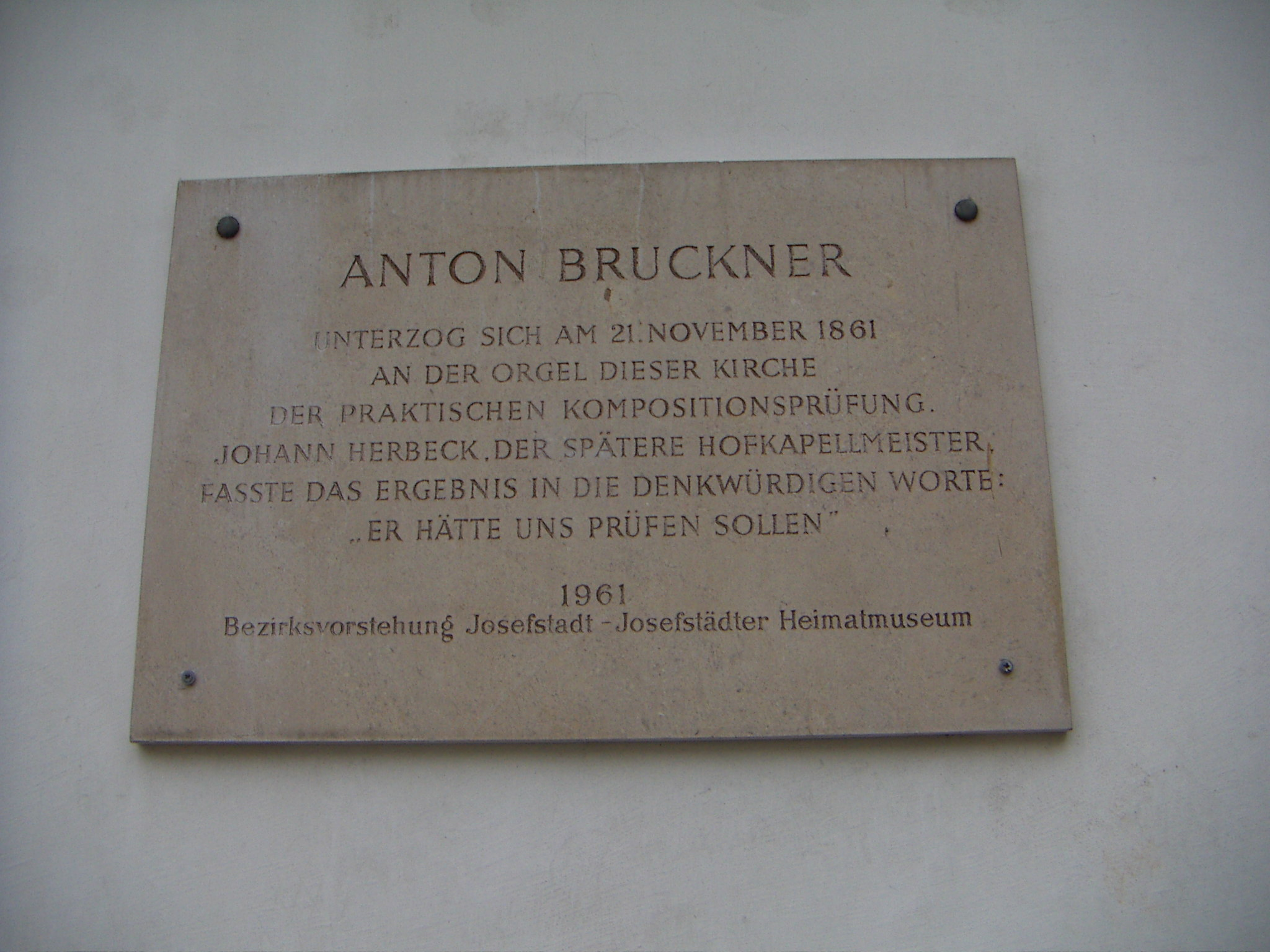
Tavola votiva di Anton Bruckner (1861)

La basilica Maria Treu è nota per la sua eccezionale acustica e conseguentemente amata per la musica.
In essa vennero celebrate famose Messe, fra le quali:
- il 26. dicembre 1796 la Missa in tempore belli di Joseph Haydn.
- il 22 novembre 1855 la Missa pro defunctis (Requiem in d-moll) di Franz von Suppé
- il 12 novembre 1963 la Messa di Paul Hindemith

Con la musica sacra in Maria Treu sono anche collegati:
- Hans Rott, compositore austriaco e organista
- Hans Gillesberger (1909–1986), direttore del coro dal 1935